# Serrabou (Tavèrnoles)
Serrabou és una masia de Tavèrnoles (Osona) inclosa a l'Inventari del Patrimoni Arquitectònic de Catalunya.

## Descripció
Edifici civil. Masia de planta rectangular, coberta a dues aigües, amb el carener paral·lel a la façana actual, orientada vers migdia. En aquesta part s'observen dos habitatges, el de la dreta destinada al majordom i el de l'esquerra als propietaris. La primera presenta un gros portal d'entrada amb un escut a la llinda que representa el cognom de la casa, dos bous serrant; la segona forma tres pisos porticats amb arcs rebaixats. A llevant la casa presenta una façana amb quatre balcons, un portal d'entrada i una garita de defensa a l'angle Nord-oest. A la part posterior hi ha un ampli jardí amb grans arbres, accessible des del primer pis de la casa. Presenta la tipologia d'una masia del segle xviii.

## Història
Les primeres notícies històriques de la masia sembla que daten del segle xiii, on es parla de la conducció d'aigua que procedia de Folgueroles. La casa conserva el nom i documents des d'aquesta època. Per llaços matrimonials el mas Molist de Taradell i el mas Batlle de Breda es refongueren a la propietat.